# Animal (chanson d'Álvaro Soler)
Pour les articles homonymes, voir Animal (homonymie).
 (janvier 2018).
Singles de Álvaro Soler
Sofía
(2016) Yo Contigo Tu Conmigo
(2017)
Pistes de Eterno Agosto
Sofía
(1) Libre
(3)
Animal est une chanson du chanteur espagnol Álvaro Soler, qui est sortie sur ITunes, les plateformes de ventes, les plateformes de streaming et sur Youtube le 10 février 2017. La chanson Animal est le cinquième single d'Álvaro, et est aussi incluse dans la réédition de son premier album Eterno Agosto. Le morceau a été écrit en automne 2015 par Álvaro Soler, qui a travaillé avec les deux compositeurs et producteurs allemands Alexander Zuckowski et Simon Triebel ainsi qu'avec le compositeur danois Rune Westberg. Zuckowski, Triebel et Westberg se sont aussi occupés de la production de la chanson . Animal a été enregistré en février 2016 avec deux versions, Animal (Radio Edit), l'adaptation pour les radios, et Animal (Acoustic Version), la version acoustique.  

## Le vidéoclip
Le vidéoclip officiel pour Animal (Radio Edit) a été enregistré en mars 2016 à La Havane, et est sorti sur Youtube le 10 février 2017, le même jour que le single. Dans la vidéo, on voit Álvaro dans une chaise à bascule à côté de la fenêtre dans une chambre d'une maison typiquement cubaine. De nombreuses scènes montrent une boxeuse cubaine s'entraîner de manière intensive dans les rues de La Havane. 
La version Animal (Radio Edit) a accumulé environ 10 millions de streams sur Spotify, et occupait en plus la huitième place dans la radio en Pologne en mai 2017 . En même temps, la version acoustique, pour sa part, a été écoutée 1,7 million de fois sur Spotify. Concernant le vidéoclip sur Youtube, on compte plus de 22 millions de vues .

## Formats et liste de pistes
Téléchargement digital
- Animal (Radio Edit) - Single - 3:33
- Animal (Acoustic Version) - Single - 3:39

Remix
- Animal (DJ Katch Remix) - 3:36
- Animal (Nando Pro Remix) - 3:52
- Animal (WBM Remix)  - 3:40
- Animal (Calyre Remix) - 3:43
- Animal (Ramon Esteve Mix) - 3:05